# Siulak Kecil Mudik
Siulak Kecil Mudik is een bestuurslaag in het regentschap Kerinci van de provincie Jambi, Indonesië. Siulak Kecil Mudik telt 1505 inwoners (volkstelling 2010).